# Nu tändas tusen juleljus
För andra betydelser, se Nu tändas tusen juleljus (olika betydelser).
Nu tändas tusen juleljus är en julsång på svenska, som numera även är julpsalm inom flera kristna samfund i Sverige och Finland. 
Sången skrevs av den svenska författarinnan Emmy Köhler 1898 (både text och melodi). Sången trycktes för första gången 1898 i årskalendern Korsblomman för år 1899. Sången har under 1900-talet blivit en av de mest sjungna julsångerna i Sverige över huvud taget, både i kyrka och skola, men också i hem och förskola. År 1986 togs sången in i Den svenska psalmboken. 
Sångens text beskriver hur den mörka jorden blir upplyst vid jul. Rent konkret av de stearinljus som tänds i husen, som symboliserar Betlehemsstjärnan i julevangeliet, men främst lyses människornas tillvaro upp av budskapet om Jesu födelse och Guds kärlek.
Sången finns även i två norskspråkiga versioner, där den heter Nå tennes tusen julelys (bokmål) och Sjå, tusen julelys blir tent (nynorska), På finska heter sången Nyt syttyy valot tuhannet. I Svenska kyrkas finska psalmbok, finns en ny översättning av Niilo Rauhala med inledning Nyt jouluvalot syttyvät. Dessutom finns i den finska psalmboken en adventspsalm Nyt sytytämme kynttilän (Nu tänder vi ett ljus), som har samma melodi men som inte är en översättning av svenska texten.
Sången används även flitigt i Danmark, under namnet Nu tændes tusind julelys.

## Publikation
- Korsblomman 1898, Kristlig kalender utgiven av Evangeliska Fosterlandsstiftelsen från 1866–1921.
- Svensk söndagsskolsångbok 1929 som nr 48 under rubriken "Advents- och julsånger".
- Guds lov 1935 som nr 35 under rubriken "Advents- och julsånger"
- Nu ska vi sjunga, 1943, under rubriken "Julsånger".
- Svenska Missionsförbundets sångbok 1951
- Kyrkovisor för barn som nr 717 under rubriken "Jul".
- Frälsningsarméns sångbok 1968 som nr 596 under rubriken "Jul".
- Sionstoner 1972 som nr 106
- Smått å Gott, 1977
- Den svenska psalmboken 1986 som nr 116 under rubriken "Jul".
- Finlandssvenska psalmboken 1986 som nr 34 under rubriken "Jul".
- Lova Herren 1988 som nr 112 under rubriken "Jul".
- Julens önskesångbok, 1997, under rubriken "Traditionella julsånger".
- Barnens svenska sångbok, 1999, under rubriken "Året runt".
- Hela familjens psalmbok 2013 som nummer 72 under rubriken "Hela året runt".[4]

## Inspelningar
- 1944 gavs en skivinspelning av sången med Inga Sundström ut.[5]
- 1972 sjöngs sången in av Anna-Lena Löfgren på skivalbumet med samma namn.[6]

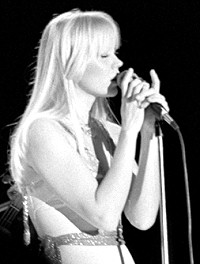
Agnetha Fältskog.

- 1981 blev låten titelspår då Agnetha Fältskog och hennes dotter Linda Ulvaeus utgav ett julalbum med titeln Nu tändas tusen juleljus.[7]
- Sången ingår därtill bland annat i Carola Häggkvists julalbum Julefrid med Carola från 1983[8], Jul från 1991[9] och Jul i Betlehem från 1999.[10]
- Sången har också spelats in på spanska av Maria Llerena som "Miles de luces se encienden ya" på skivalbumet Chiquitico mio från 1988.[11]
- Lill Lindfors tolkade den på julalbumet En Lillsk jul från 1991.[12]
- Elisabeth Andreassen spelade in sången i den norskspråkiga versionen Nå tennes tusen julelys på sitt julalbum Julestemninger från 1993.[13]
- 1993 spelade det svenska dansbandet Wizex in sången på sitt julalbum "Julafton hemma", då med Lena Pålsson som bandets sångerska.[14]
- Åsa Jinder spelade in låten 1991 på julalbumet Stilla jul[15], samt som titelspår och namn på det julalbum hon spelade in 2008.[16]

## Andra texter
- 1980 gjorde det svenska punkbandet Ebba Grön en helt egen text till melodin, med titeln Nu släckas tusen människoliv, vilken uppmanade till omtanke om hemlösa, särskilt under julen. Denna version var från början med på EP-skivan Schlagers julsingel tillsammans med Anders F. Rönnbloms sång Det är inte snön som faller.[17] Denna variant finns även med på Ebba Gröns samlingsalbum Ebba Grön 1978–1982, som annars inte är något julalbum.[18]

## På andra språk
Låten översatts till flera olika språk:
- På engelska A Thousand Candles
- På finska Nyt syttyy valot tuhannet eller Nyt jouluvalot syttyvät
- På danska: Nu tændes tusind julelys
- På färöiska: Nú tendrast túsund jólaljós
- På isländska: Við kveikjum einu kerti á
- På norska: Nå tennes tusen julelys (bokmål), Sjå, tusen julelys blir tent (nynorska)
- På indonesiska: Seribu Lilin
- På ryska:  V lesu rodilas elochka
- På tyska: Die Weihnachtslichter leuchten hell
- På estniska: Nüüd süttib küünlaid tuhandeid
- På nordsamiska: Dál duhát gintal cahkkanit

### Fotnoter
1. ↑  ”Nå tennes tusen julelys”. www.bibelsk-tro.no. https://www.bibelsk-tro.no/20-06-06.html. Läst 13 november 2024.
2. ↑  ”Sjå, tusen julelys blir tent – Kirkesangforlaget” (på norskt bokmål). https://butikk.sang.no/produkt/sja-tusen-julelys-blir-tent/. Läst 13 november 2024.
3. ↑  ”Nu tændes 1000 julelys” (på danska). festklaveret.dk. http://festklaveret.dk/tekst/1296/nu+taendes+1000+julelys.html. Läst 3 december 2018.
4. ↑   Hela familjens psalmbok. Örebro: Libris. 2013. Libris 14011849. ISBN 9789173872997
5. ↑  ”Svensk mediedatabas”. http://smdb.kb.se/catalog/id/000079510. Läst 23 mars 2011.
6. ↑  Information på Discogs
7. ↑  Information i Svensk mediedatabas.
8. ↑  Information i Svensk mediedatabas.
9. ↑  Information i Svensk mediedatabas.
10. ↑  Information i Svensk mediedatabas.
11. ↑  ”Svensk mediedatabas”. http://smdb.kb.se/catalog/id/001481880. Läst 19 maj 2011.
12. ↑  Information i Svensk mediedatabas.
13. ↑  Elisabeth Andreassen fansite - Diskografi
14. ↑  Information i Svensk mediedatabas.
15. ↑  Information i Svensk mediedatabas.
16. ↑  Information i Svensk mediedatabas.
17. ↑  Information i Svensk mediedatabas.
18. ↑  Information i Svensk mediedatabas.